# ماروین هتلی
ماروین هتلی (انگلیسی: Marvin Hatley؛ ‏ ۳ آوریل ۱۹۰۵ – ۲۳ اوت ۱۹۸۶) بازیگر، فیلم‌نامه‌نویس و آهنگساز اهل ایالات متحده آمریکا بود.

## گزیدهٔ فیلم‌شناسی
- ژست‌های مخاطره‌آمیز
- بندرگاه قدیمی!
- من و رفیقم
- زن ما
- ژنرال اسپنکی
- پرونده قتل لورل-هاردی
- زحمت را کم کن
- غلیظ‌تر از آب
- جای خواب
- بانی اسکاتلند
- اولین اشتباه آن‌ها
- ستاره‌ای انتخاب کن
- یک حرکت صحیح
- جعبه موسیقی
- ساده‌لوح در آکسفورد
- زنوبیا
- به‌سوی غرب
- پسران صحرا
- شامپانزه
- کوهستان
- پیامدهای کارهای گذشته
- شب‌زنده‌داران
- روز درخت‌کاری
- کار کثیف
- نخاله‌ها در دریا
- هشتمین اولیور
- حریره و شیر